# NK Gradina
NK Gradina je nogometni klub iz Gradine. U sezoni 2020./21. se natjecao u 1. ŽNL Virovitičko-podravskoj.